# Stig Isgren
Stig Lennart Isgren, född 9 april 1931 i Malmö, död 24 december 2015 i Skanör-Falsterbo församling, var en svensk fotbollsspelare (anfallare).
Isgren representerade på klubbnivå IFK Malmö, och spelade för klubben i Allsvenskan 1952/1953 och 1956/1957–1957/1958. Sammanlagt gjorde han 12 allsvenska matcher (3 mål) för klubben. Han var säsongen 1955/1956 utlånad till Helsingborgs IF, för vilka han spelade 9 allsvenska matcher (inga mål). 
År 1955 spelade Isgren tre A-landskamper (ett mål) för Sverige. Han spelade samma år också en B-landskamp (inga mål).